# Pygoscelis
A Pygoscelis a madarak (Aves) osztályának pingvinalakúak (Sphenisciformes) rendjébe, ezen belül a pingvinfélék (Spheniscidae) családjába és a Spheniscinae alcsaládjába tartozó nem.

## Kifejlődésük
A sejtmag- és a mitokondriális DNS-vizsgálatok szerint a Pygoscelis pingvinnem körülbelül 38 millió évvel ezelőtt, azaz 2 millió évvel az Aptenodytes nevű pingvinnem után vált le a többi pingvin főágáról. Az Adélie-pingvin, a nemen belül, csak 19 millió éve, vagyis a miocén kor idején fejlődött ki. A szamárpingvin faj és az állszíjas pingvin faj körülbelül 14 millió éve vált ketté.

## Rendszerezés
A nembe az alábbi 3 élő faj és 3 fosszilis faj tartozik:
- Adélie-pingvin (Pygoscelis adeliae) (Hombron & Jacquinot, 1841)[2]
- állszíjas pingvin (Pygoscelis antarcticus) (Forster, 1781)[3]
- szamárpingvin (Pygoscelis papua) (Forster, 1781)[4]

- †Pygoscelis calderensis Hospitaleche, Chavez & Fritis, 2006 - Bahía Inglesa Formation, késő miocén; Bahía Inglesa, Chile
- †Pygoscelis grandis Walsh & Suarez, 2006 - Bahía Inglesa Formation, késő miocén/kora pliocén; Bahía Inglesa, Chile
- †Pygoscelis tyreei Simpson, 1972[5] - késő pliocén; Új-Zéland

Az utóbbi kettő idesorolása nem biztos.

## Képek

A három élő faj
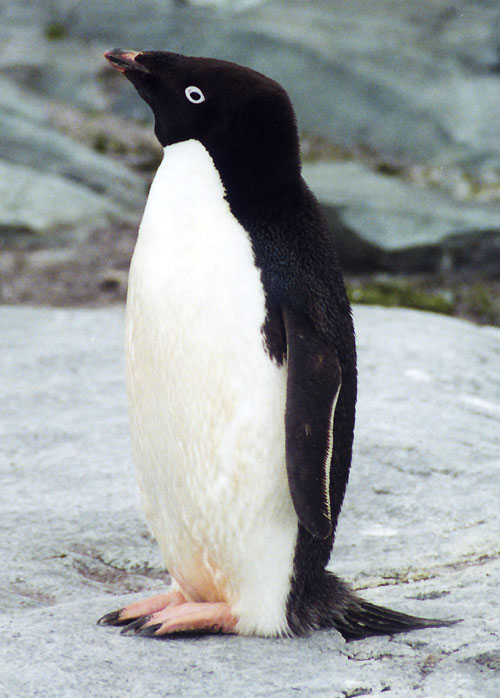
P. adeliae
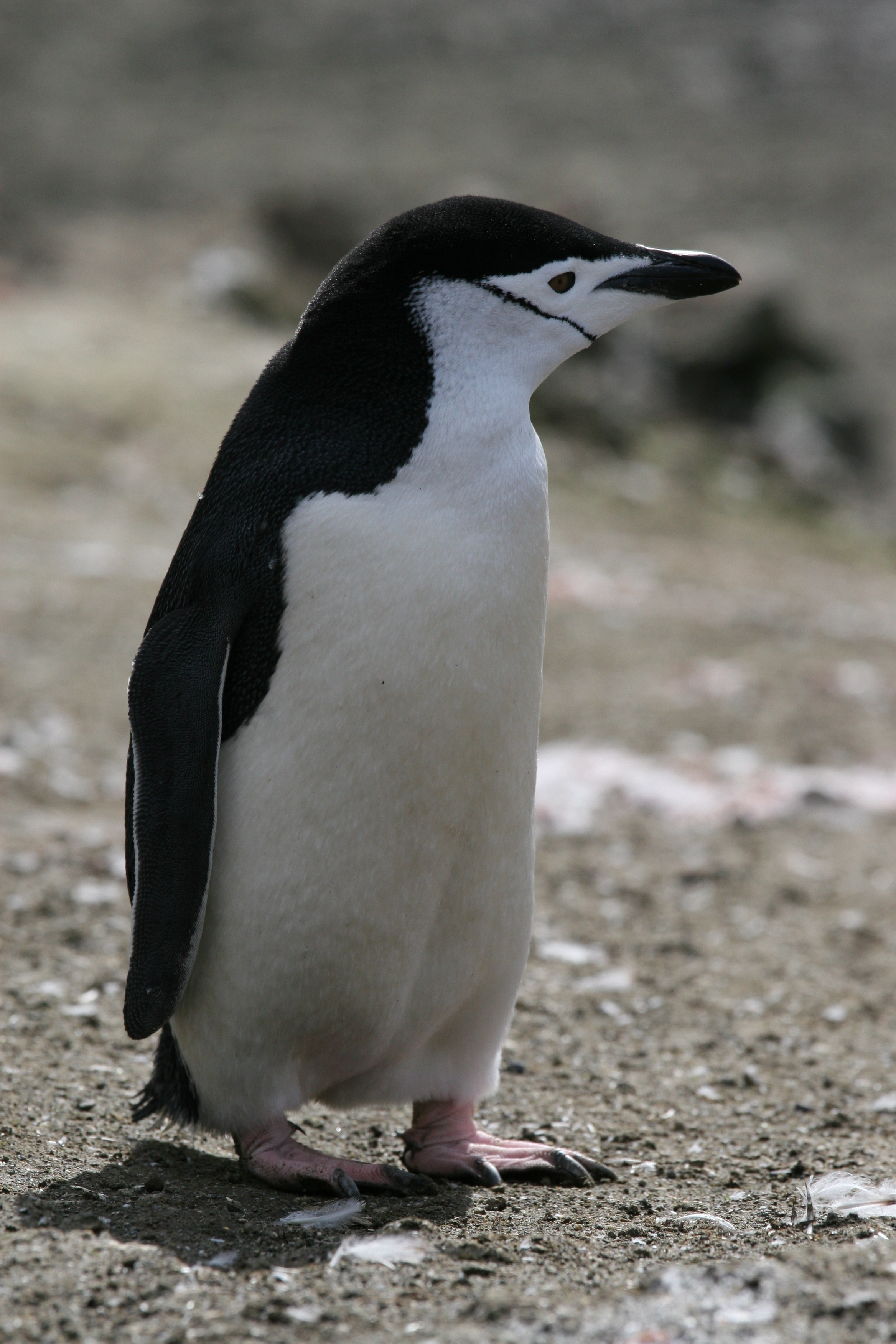
P. antarcticus
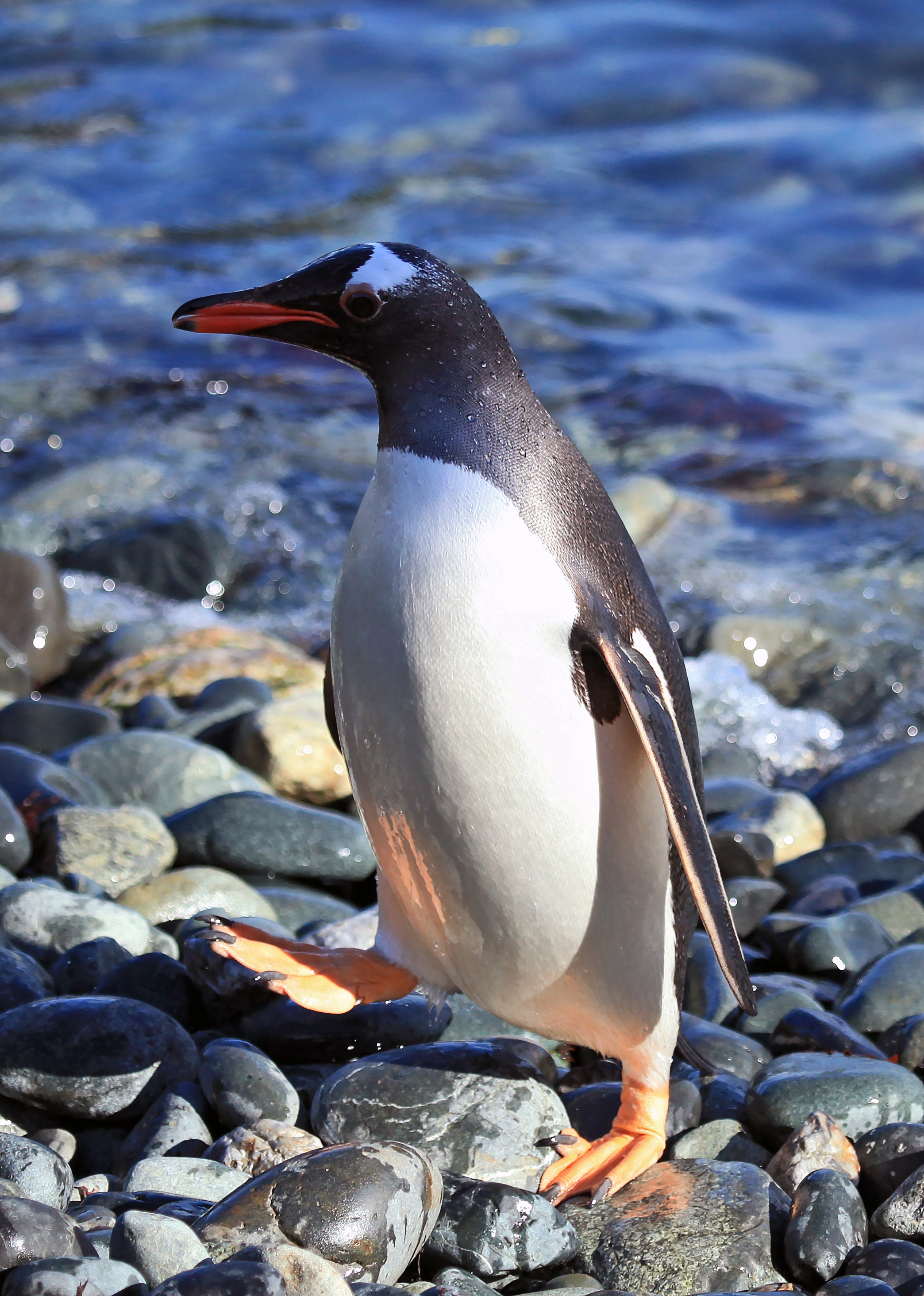
P. papua

### Fordítás
- Ez a szócikk részben vagy egészben  a   Pygoscelis című angol Wikipédia-szócikk ezen változatának fordításán alapul.  Az eredeti cikk szerkesztőit annak laptörténete sorolja fel. Ez a jelzés csupán a megfogalmazás eredetét és a szerzői jogokat jelzi, nem szolgál a cikkben szereplő információk forrásmegjelöléseként.